# 清水 (アルバム)
清水（しみず）は、日本のロックバンド、ミドリのミニアルバム。2007年11月21日、ソニー・ミュージックアソシエイテッドレコーズよりリリース。

## 解説
- メジャーデビュー作（アルバムは3作目）。
- 本作はCD+DVD仕様で発売された。DVDにはライブ映像が収録されている。
- 本作は2回録音されている。理由は「よう知らん人がおって、その人に口出しされるのが嫌やった（後藤）」から。そのスタッフに抜けてもらい、もう一度録り直したと後にインタビューで語っている。

## 収録曲

### CD
1. 愛って悲しいね(宴会バージョン) (1:10)
2. 愛って悲しいね (2:53)
3. 犬、走る。 (2:56)
4. エゾシカ・ダンス!! (3:55)
5. ロマンティック夏モード (3:03)
6. グッバイ (2:38)

全曲作詞：後藤まりこ　作曲・編曲：ミドリ

### DVD
1. エゾシカ・ダンス!!
2. ロマンティック夏モード